# Parc national naturel de la Serranía de los Churumbelos Auka-Wasi
Le parc national naturel de la Serranía de los Churumbelos Auka-Wasi est un parc national situé dans les départements de Cauca, Caquetá, Putumayo et Huila, en Colombie.